# كلير بلاتشفورد
كلير بلاتشفورد (بالإنجليزية: Claire Blatchford)‏ هي كاتِبة وشاعرة أمريكية، ولدت في 1944.